# Php.js
php.js — набір файлів, який реалізовує більшість можливостей php в javascript. Написано на чистому javascript — не використовуючи сторонніх бібліотек.

## Встановлення
Є два варіантів встановлення:
- Через консоль. Код знаходиться тут.
- Копіюючи код на сайті. Наприклад, ми хочемо використати функцію хешування md5:

1. Йдемо на сайт. Переходимо до відповідної функції. (md5)

2. Просто копіюємо функцію і використовуємо.

Користуємося так само, як стандартними функціями javascript.

## Проблеми
- Нема функцій php для роботи з мережею. Це через проблеми javascript. Хоча, використовуючи нові api javascript і при потребі доступ до сервера можна зробити.